# Security through obscurity
Security through obscurity is een beginsel uit de beveiliging. Men beoogt daarmee beveiligingsrisico's te beperken door (de werking van) beveiligingsmaatregelen geheim te houden. De achterliggende gedachte is, dat als het beveiligingsmechanisme niet bekend is, de beveiliging moeilijk door derden kan worden doorbroken. Geheimhouding van de beveiligingsmethode mag nooit het enige beveiligingsmechanisme zijn.
In de praktijk lekken de geheimen over de beveiligingstechniek op een gegeven moment toch uit, bijvoorbeeld doordat individuen onzorgvuldig met de geheimen omgaan of bewust proberen het systeem te kraken.
Uit commerciële overwegingen kan "security through obscurity" aantrekkelijk zijn, zoals het bezit van andere bedrijfsgeheimen dat ook kan zijn. Een voordeel is verder dat,
mochten er zwakke plekken in het systeem zitten, het product pas dan niet meer verkocht kan worden, wanneer die algemeen bekend zijn geworden.

## Voorbeelden
- Hang- en sluitwerk is voor insiders makkelijker te openen dan voor de doorsnee consument.
- Versleutelingstechnieken worden soms geheim gehouden.

## Kritiek
Argumenten tegen het beginsel werden al geopperd in 1883 door Auguste Kerckhoffs in zijn principe van Kerckhoffs.
Een belangrijke tegenstander van het principe is de beveiligingsgoeroe Bruce Schneier als vertegenwoordiger van de cryptografische gemeenschap. Juist als het versleutelingsproces bekend is, kan door iedere wiskundige aangetoond worden hoe veilig het algoritme is en hoelang het kraken van een beveiliging zou duren, als de sleutel onbekend is. Deze peer-review is essentieel om sterke en gegarandeerde beveiligingen te ontwerpen. Hij stelt zich tevens op het standpunt, dat informatie over beveiligingslekken vrij snel bekend moet worden gemaakt zodat consumenten tegenmaatregelen kunnen treffen voor het geval dat de leverancier dat niet snel genoeg doet.
Met name in het geval van software is het van belang de broncode te kunnen bestuderen om niet alleen zwakke plekken en fouten, maar ook bewust aangebrachte "achterdeurtjes" te ontdekken.

## Incidenten door toepassing van het principe
- Wantrouwen in stemcomputers door geheime software
- Kraken van de OV-Chipkaart